# 국제부흥개발은행 회원국
세계은행 산하로 자리잡은 국제부흥개발은행은 현재 189개국이 가입했으며 가입 시기가 각각 다르다.

## 회원국 목록
| 국가                  | 가입 연월일      |
| --------------------- | ---------------- |
| 가나                  | 1957년 9월 20일  |
| 가봉                  | 1963년 9월 10일  |
| 가이아나              | 1966년 9월 26일  |
| 감비아                | 1967년 10월 18일 |
| 과테말라              | 1945년 12월 27일 |
| 그레나다              | 1975년 8월 27일  |
| 그리스                | 1945년 12월 27일 |
| 기니                  | 1963년 9월 28일  |
| 기니비사우            | 1977년 3월 24일  |
| 나미비아              | 1990년 9월 25일  |
| 나우루                | 2016년 4월 12일  |
| 나이지리아            | 1961년 3월 30일  |
| 남수단                | 2012년 4월 18일  |
| 남아프리카 공화국     | 1945년 12월 27일 |
| 네덜란드              | 1945년 12월 27일 |
| 네팔                  | 1961년 9월 6일   |
| 노르웨이              | 1945년 12월 27일 |
| 뉴질랜드              | 1961년 8월 31일  |
| 니제르                | 1963년 4월 24일  |
| 니카라과              | 1946년 3월 14일  |
| 대한민국              | 1955년 8월 26일  |
| 덴마크                | 1946년 3월 30일  |
| 도미니카 공화국       | 1961년 9월 18일  |
| 도미니카 연방         | 1980년 9월 29일  |
| 독일                  | 1952년 8월 14일  |
| 동티모르              | 2002년 7월 23일  |
| 라오스                | 1961년 7월 5일   |
| 라이베리아            | 1962년 3월 28일  |
| 라트비아              | 1992년 8월 11일  |
| 러시아                | 1992년 6월 16일  |
| 레바논                | 1947년 4월 14일  |
| 레소토                | 1968년 7월 25일  |
| 루마니아              | 1972년 12월 15일 |
| 룩셈부르크            | 1945년 12월 27일 |
| 르완다                | 1963년 9월 30일  |
| 리비아                | 1958년 9월 17일  |
| 리투아니아            | 1992년 7월 6일   |
| 마다가스카르          | 1963년 9월 25일  |
| 마셜 제도             | 1992년 5월 21일  |
| 말라위                | 1965년 7월 19일  |
| 말레이시아            | 1958년 3월 7일   |
| 말리                  | 1963년 9월 27일  |
| 멕시코                | 1945년 12월 31일 |
| 모로코                | 1958년 4월 25일  |
| 모리셔스              | 1968년 9월 23일  |
| 모리타니              | 1963년 9월 10일  |
| 모잠비크              | 1984년 9월 24일  |
| 몬테네그로            | 2007년 1월 18일  |
| 몰도바                | 1992년 8월 12일  |
| 몰디브                | 1978년 1월 13일  |
| 몰타                  | 1983년 9월 26일  |
| 몽골                  | 1991년 2월 14일  |
| 미국                  | 1945년 12월 27일 |
| 미얀마                | 1952년 1월 3일   |
| 미크로네시아 연방     | 1993년 6월 24일  |
| 바누아투              | 1981년 9월 28일  |
| 바레인                | 1972년 9월 15일  |
| 바베이도스            | 1974년 9월 12일  |
| 바하마                | 1973년 8월 21일  |
| 방글라데시            | 1972년 8월 17일  |
| 베냉                  | 1963년 7월 10일  |
| 베네수엘라            | 1946년 12월 30일 |
| 베트남                | 1956년 9월 21일  |
| 벨기에                | 1945년 12월 27일 |
| 벨라루스              | 1992년 7월 10일  |
| 벨리즈                | 1982년 3월 19일  |
| 보스니아 헤르체고비나 | 1993년 2월 25일  |
| 보츠와나              | 1968년 7월 24일  |
| 볼리비아              | 1945년 12월 27일 |
| 부룬디                | 1963년 9월 28일  |
| 부르키나파소          | 1963년 5월 2일   |
| 부탄                  | 1981년 9월 28일  |
| 북마케도니아          | 1993년 2월 25일  |
| 불가리아              | 1990년 9월 25일  |
| 브라질                | 1946년 1월 14일  |
| 브루나이              | 1995년 10월 10일 |
| 사모아                | 1974년 6월 28일  |
| 사우디아라비아        | 1957년 8월 26일  |
| 산마리노              | 2000년 9월 21일  |
| 상투메 프린시페       | 1977년 9월 30일  |
| 세네갈                | 1962년 8월 31일  |
| 세르비아              | 1993년 2월 25일  |
| 세이셸                | 1980년 9월 29일  |
| 세인트루시아          | 1980년 6월 27일  |
| 세인트빈센트 그레나딘 | 1982년 8월 31일  |
| 세인트키츠 네비스     | 1984년 8월 15일  |
| 소말리아              | 1962년 8월 31일  |
| 솔로몬 제도           | 1978년 9월 22일  |
| 수단                  | 1957년 9월 5일   |
| 수리남                | 1978년 6월 27일  |
| 스리랑카              | 1950년 8월 29일  |
| 스웨덴                | 1951년 8월 31일  |
| 스위스                | 1992년 5월 29일  |
| 스페인                | 1958년 9월 15일  |
| 슬로바키아            | 1993년 1월 1일   |
| 슬로베니아            | 1993년 2월 25일  |
| 시리아                | 1947년 4월 10일  |
| 시에라리온            | 1962년 9월 10일  |
| 싱가포르              | 1966년 8월 3일   |
| 아랍에미리트          | 1972년 9월 22일  |
| 아르메니아            | 1992년 9월 16일  |
| 아르헨티나            | 1956년 9월 20일  |
| 아이슬란드            | 1945년 12월 27일 |
| 아이티                | 1953년 9월 8일   |
| 아일랜드              | 1957년 8월 8일   |
| 아제르바이잔          | 1992년 9월 18일  |
| 아프가니스탄          | 1995년 7월 14일  |
| 알바니아              | 1991년 10월 15일 |
| 알제리                | 1963년 9월 26일  |
| 앙골라                | 1989년 9월 19일  |
| 앤티가 바부다         | 1983년 9월 22일  |
| 에리트레아            | 1994년 7월 6일   |
| 에스와티니            | 1969년 9월 22일  |
| 에스토니아            | 1992년 6월 23일  |
| 에콰도르              | 1945년 12월 28일 |
| 에티오피아            | 1945년 12월 27일 |
| 엘살바도르            | 1946년 3월 14일  |
| 영국                  | 1945년 12월 27일 |
| 예멘                  | 1969년 10월 3일  |
| 오만                  | 1971년 12월 23일 |
| 오스트레일리아        | 1947년 8월 5일   |
| 오스트리아            | 1948년 8월 27일  |
| 온두라스              | 1945년 12월 27일 |
| 요르단                | 1952년 8월 29일  |
| 우간다                | 1963년 9월 27일  |
| 우루과이              | 1946년 3월 11일  |
| 우즈베키스탄          | 1992년 9월 21일  |
| 우크라이나            | 1992년 9월 3일   |
| 이라크                | 1945년 12월 27일 |
| 이란                  | 1945년 12월 29일 |
| 이스라엘              | 1954년 7월 12일  |
| 이집트                | 1945년 12월 27일 |
| 이탈리아              | 1947년 3월 27일  |
| 인도                  | 1945년 12월 27일 |
| 인도네시아            | 1967년 4월 13일  |
| 일본                  | 1952년 8월 13일  |
| 자메이카              | 1963년 2월 21일  |
| 잠비아                | 1965년 9월 23일  |
| 적도 기니             | 1970년 7월 1일   |
| 조지아                | 1992년 8월 7일   |
| 중국                  | 1945년 12월 27일 |
| 중앙아프리카 공화국   | 1963년 7월 10일  |
| 지부티                | 1980년 10월 1일  |
| 짐바브웨              | 1980년 9월 29일  |
| 차드                  | 1963년 7월 10일  |
| 체코                  | 1993년 1월 1일   |
| 칠레                  | 1945년 12월 31일 |
| 카메룬                | 1963년 7월 10일  |
| 카보베르데            | 1978년 11월 20일 |
| 카자흐스탄            | 1992년 7월 23일  |
| 카타르                | 1972년 9월 25일  |
| 캄보디아              | 1970년 7월 22일  |
| 캐나다                | 1945년 12월 27일 |
| 케냐                  | 1964년 2월 3일   |
| 코모로                | 1976년 10월 28일 |
| 코소보                | 2009년 6월 29일  |
| 코스타리카            | 1946년 1월 8일   |
| 코트디부아르          | 1963년 3월 11일  |
| 콜롬비아              | 1946년 12월 24일 |
| 콩고 공화국           | 1963년 7월 10일  |
| 콩고 민주 공화국      | 1963년 9월 28일  |
| 쿠웨이트              | 1962년 9월 13일  |
| 크로아티아            | 1993년 2월 25일  |
| 키르기스스탄          | 1992년 9월 18일  |
| 키리바시              | 1986년 9월 29일  |
| 키프로스              | 1961년 12월 21일 |
| 타지키스탄            | 1993년 6월 4일   |
| 탄자니아              | 1962년 9월 10일  |
| 태국                  | 1949년 5월 3일   |
| 튀르키예              | 1947년 3월 11일  |
| 토고                  | 1962년 8월 1일   |
| 통가                  | 1985년 9월 13일  |
| 투르크메니스탄        | 1992년 9월 22일  |
| 투발루                | 2010년 6월 24일  |
| 튀니지                | 1958년 4월 14일  |
| 트리니다드 토바고     | 1963년 9월 16일  |
| 파나마                | 1946년 3월 14일  |
| 파라과이              | 1945년 12월 28일 |
| 파키스탄              | 1950년 7월 11일  |
| 파푸아뉴기니          | 1975년 10월 9일  |
| 팔라우                | 1997년 12월 16일 |
| 페루                  | 1945년 12월 31일 |
| 포르투갈              | 1961년 3월 29일  |
| 폴란드                | 1986년 6월 27일  |
| 프랑스                | 1945년 12월 27일 |
| 피지                  | 1971년 5월 28일  |
| 핀란드                | 1948년 1월 14일  |
| 필리핀                | 1945년 12월 27일 |
| 헝가리                | 1982년 7월 7일   |

## 같이 보기
- 국제부흥개발은행